# クロロコックム目
クロロコックム目（Chlorococcales）は、緑藻植物門緑藻綱の目の一つ。伝統的には、不動性かつ非糸状性の緑藻類のうち、顕著な寒天質被膜を形成するヨツメモ類を除いたものをおおよそまとめた目であり、多様な種を内包していた。現在では、かつてクロロコックム目とされた多くの種はほかの目へ移され、最新分類ではクロロコックム目そのものがなくなっている。

## 概要
現在、かつてクロロコックム目とされた多くの種は他の目や綱へ移されている。例えば、アミミドロ科やイカダモ科はヨコワミドロ目へ、クロレラ等はトレボウクシア綱へ移されている。
また、クロロコックム目では、栄養細胞の分裂が見られない。
古い書籍ではクロロコッカス目とする記述も見られる。

## 下位分類
最新分類ではクロロコックム目そのものがない。ここでは、アミミドロ科、イカダモ科、クロレラ類等を含めないような、最新分類直前の一例を示す。（下記は理科年表等にも記載されている千原光雄によるもの。1999）
クロロコックム目Chlorococcales
- クロロコックム科Chlorococcaceae
- カラキウム科Characiaceae
- クロロキトリウム科Chlorochytriaceae
- ロドキトリウム科rhodochytriaceae
- ミクラクチニウム科Micractiniaceae
- プロトシフォン科Protosiphonaceae
- カラキオシフォン科Characiosiphonaceae
- ホルモチラ科Hormotilaceae
- パルモディクチオン科Palmodictyaceae
- オーキスティス科Oocystaceae
- エレモスフェラ科eremosphaeraceae
- トレウバリア科Treubariaceae
- ジクチオスファエリウム科Dictyosphaeriaceae
- ボツリオコックス科botryococcaceae
- ヘレオクロリス科heleochloridaceae